# Деглак (Марказі)
Деглак (перс. دهلق) — село в Ірані, у дегестані Машгад-е Мікан, у Центральному бахші, шахрестані Ерак остану Марказі. За даними перепису 2006 року, його населення становило 117 осіб, що проживали у складі 30 сімей.

## Клімат
Середня річна температура становить 12,93 °C, середня максимальна – 32,55 °C, а середня мінімальна – -9,48 °C. Середня річна кількість опадів – 282 мм.
| Клімат поселення                              | Клімат поселення | Клімат поселення | Клімат поселення | Клімат поселення | Клімат поселення | Клімат поселення | Клімат поселення | Клімат поселення | Клімат поселення | Клімат поселення | Клімат поселення | Клімат поселення | Клімат поселення |
| Показник                                      | Січ.             | Лют.             | Бер.             | Квіт.            | Трав.            | Черв.            | Лип.             | Серп.            | Вер.             | Жовт.            | Лист.            | Груд.            |                  |
| Середній максимум, °C                         | 6,81             | 9,92             | 14,41            | 19,21            | 24,31            | 30,53            | 32,55            | 32,00            | 27,12            | 21,13            | 14,64            | 8,32             |                  |
| Середня температура, °C                       | −1,34            | 1,80             | 6,27             | 11,10            | 16,18            | 22,39            | 26,38            | 25,84            | 20,94            | 14,96            | 8,48             | 2,16             |                  |
| Середній мінімум, °C                          | −9,48            | −6,35            | −1,87            | 2,93             | 8,03             | 14,26            | 20,22            | 19,68            | 14,78            | 8,79             | 2,33             | −4,01            |                  |
| Норма опадів, мм                              | 41               | 39               | 50               | 34               | 28               | 4                | 1                | 1                | 0                | 11               | 29               | 44               |                  |
| Середньомісячна швидкість вітру, м/с          | 1.95             | 2.02             | 3.08             | 3.24             | 2.80             | 2.60             | 2.67             | 2.50             | 2.26             | 2.30             | 1.72             | 2.01             |                  |
| Середньомісячна сонячна радіація, кДж/м²·день | 8871             | 12409            | 14874            | 18315            | 22328            | 26862            | 25912            | 24067            | 21049            | 15534            | 10853            | 8764             |                  |
| --------------------------------------------- | ---------------- | ---------------- | ---------------- | ---------------- | ---------------- | ---------------- | ---------------- | ---------------- | ---------------- | ---------------- | ---------------- | ---------------- | ---------------- |
| Джерело:                                      |                  |                  |                  |                  |                  |                  |                  |                  |                  |                  |                  |                  |                  |